# Лусникова, Людмила Юрьевна
Людми́ла Ю́рьевна Лу́сникова (7 января 1982, Запорожье) — украинская дзюдоистка суперлёгкой весовой категории, выступала за сборную Украины на всём протяжении 2000-х годов. Участница двух летних Олимпийских игр, серебряный и бронзовый призёр этапов Кубка мира, победительница многих турниров национального и международного значения. Мастер спорта Украины международного класса.

## Биография
Людмила Лусникова родилась 7 января 1982 года в городе Запорожье Украинской ССР. Активно заниматься дзюдо начала с раннего детства, проходила подготовку в запорожском спортивном обществе «Украина» под руководством заслуженного тренера Леонида Ефимовича Цыбульского.
Впервые заявила о себе в сезоне 1998 года, когда в суперлёгком весе выиграла серебряную медаль на Всемирных юношеских играх в Москве и одержала победу на юниорском международном турнире в Венгрии. Год спустя получила серебро на чемпионате Европы среди юниоров в Риме и дебютировала на этапах взрослого Кубка мира.
В 2000 году Лусникова заняла седьмое место на взрослом европейском первенстве во Вроцлаве, а также впервые попала в число призёров на этапах мирового кубка: взяла бронзу на этапе в Москве, серебро на этапах в Риме и Минске. Благодаря череде удачных выступлений удостоилась права защищать честь страны на летних Олимпийских играх в Сиднее. Прошла здесь первых двоих соперниц, однако на стадии четвертьфиналов иппоном проиграла титулованной японке Рёко Тамуре. В утешительных поединках за третье место уступила китаянке Чжао Шуньсинь.
На студенческом чемпионате мира 2002 года в Нови-Саде Людмила Лусникова была лучшей в суперлёгкой весовой категории. Кроме того, она добавила в послужной список серебряную медаль, полученную на этапе Кубка мира в Будапеште. В следующем сезоне отметилась вторым местом на этапе Кубка мира в Минске и пятым местом на чемпионате Европы в немецком Дюссельдорфе. Ещё через год добыла серебряную награду на этапе мирового кубка в Софии.
В 2005 году Лусникова одержала победу в зачёте украинского национального первенства, прошедшего в Донецке. В 2007 году завоевала бронзовую медаль на Суперкубке мира в Москве и на этапе Кубка мира в Минске. Будучи в числе лидеров украинской национальной сборной, благополучно прошла квалификацию на Олимпийские игры 2008 года в Пекине — стартовый поединок выиграла, но затем на стадии 1/16 финала была побеждена кореянкой Ким Ённам.
После неудачной пекинской Олимпиады Людмила Лусникова ещё в течение некоторого времени оставалась в основном составе дзюдоистской команды Украины и продолжала принимать участие в крупнейших международных турнирах. Так, в 2009 году она побывала на этапе Кубка мира в Софии, где заняла в суперлёгком весовом дивизионе седьмое место. Вскоре по окончании этих соревнований приняла решение завершить карьеру профессиональной спортсменки, уступив место в сборной молодым украинским дзюдоисткам. За выдающиеся спортивные достижения удостоена почётного звания «Мастер спорта Украины международного класса».
Имеет высшее образование, окончила Запорожский государственный университет. Её сестра-близнец Татьяна тоже была довольно известной дзюдоисткой, многие годы представляла Украину на различных международных соревнованиях.